# Rada (miasto)

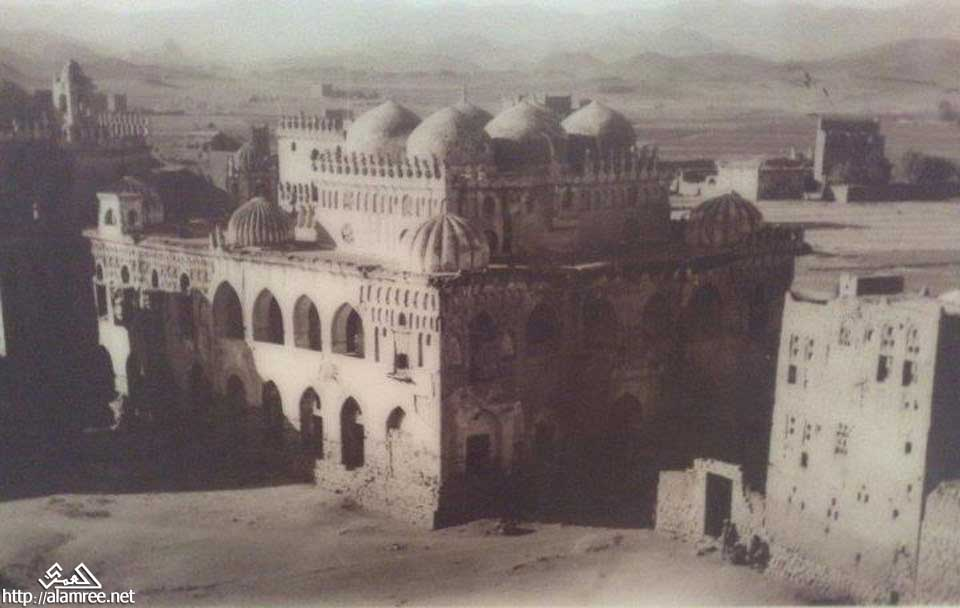
Medresa na starym zdjęciu

Rada (arab. رداع, Radā‛) – miasto w zachodnim Jemenie, w muhafazie Al-Bajda. Jest siedzibą administracyjną dystryktu Rada. Według spisu ludności w 2004 roku liczyło 51 087 mieszkańców.
Do najważniejszych zabytków w Radzie należy górująca nad miastem cytadela oraz Al-Madrasa al-Amirijja – medresa z 1504 roku wpisana w 2002 roku na jemeńską listę informacyjną UNESCO – listę obiektów, które Jemen zamierza rozpatrzyć do zgłoszenia do wpisu na listę światowego dziedzictwa UNESCO.